# کارامزین ۳۷۱۹
سیارک ۳۷۱۹ (به انگلیسی: 3719 Karamzin، نامگذاری:1976YO1) سه هزار و هفتصد و نوزدهمین سیارک کشف شده‌است که در ۱۶ دسامبر ۱۹۷۶ کشف شد.
قدر مطلق سیارک برابر ۱۳٫۸۰ است.